# Kathang Denga
| Tibetische Bezeichnung                     |
| ------------------------------------------ |
| Tibetische Schrift: བཀའ་ཐང་སྡེ་ལྔ་            |
| Wylie-Transliteration: bKa' thang sde lnga |
| Andere Schreibweisen: Kathang Denga        |
| Chinesische Bezeichnung                    |
| Vereinfacht: 五部遗教                      |
| Pinyin:Wubu yijiao                         |

Kathang Denga, die sogenannten Fünf Chroniken (tib. bKa' thang sde lnga; chin. Wubu yijiao 五部遗教; engl. Five Chronicles / The Five Testimonies / Fivefold Group of Injunctions, u. a.) bzw. Die fünf Abschnitte der Aufzeichnungen der Ansprachen (B. Laufer), sind eine von dem Tertön Orgyen Lingpa (1323–? oder 1329–1367 oder 1360) in Samye (bsam yas) und Shedrag (shes brag) ‚entdeckte’ berühmte Terma-Sammlung mit Texten zu Geschichte und Lehre des frühen Buddhismus in Tibet. Der Überlieferung zufolge soll sie auf Padmasambhava  aus dem 8. Jahrhundert zurückgehen.
Diese Termas sind als historische Dokumente und auch als Quellen für den esoterischen Buddhismus von großer Bedeutung.

## Gliederung
Die fünf Teile des Werkes sind (dt./tib. (Wyl.)/chin.):
- 1. Geister & Götter (lha 'dre bka'i thang yig ལྷ་འདྲེ་བཀའི་ཐང་ཡིག་《鬼神篇》)
- 2. Könige (rgyal po bka'i thang yig རྒྱལ་པོ་བཀའི་ཐང་ཡིག་《国王篇》)
- 3. Königinnen & Konkubinen (btsun mo bka'i thang yig བཙུན་མོ་བཀའི་ཐང་ཡིག་《后妃篇》) (Übersetzt von B. Laufer, 1911)
- 4. Übersetzer & Panditas (lo paN bka'i thang yig ལོ་པན་བཀའི་ཐང་ཡིག་《译师篇》)
- 5. Minister (blon po bka'i thang yig བློན་པོ་བཀའི་ཐང་ཡིག་《大臣篇》)

## Inhalt
Das Werk berichtet von dem Dämonen unterwerfenden König Songtsen Gampo, von den Sechs Daseinsbereichen, dem Bau von Tempeln und der Übersetzung buddhistischer Texte. Es enthält wichtige Informationen über das tibetische Rechtssystem, den Militärapparat und das Verwaltungssystem. Die Schriften enthalten viel mythologisches Material und besitzen einen hohen literarischen Wert.